# 片桐和子 (うたのおねえさん)
片桐 和子（かたぎり かずこ、1943年6月22日 - ）は、日本の童謡歌手。東京都千代田区出身。血液型はB型。6人姉弟の四女（姉3人、弟2人）。作詞家・訳詞家である片桐和子とは別人。
東京芸術大学音楽学部声楽科卒業後、NHKの幼児向け教育番組、おかあさんといっしょ（当時はうたのえほん）6代目うたのおねえさんを1967年4月 - 1970年3月までの3年間務めた。

## 人物
東京芸術大学音楽学部声楽科では岡部多喜子、ロドルフォ・リッチに師事。イタリアオペラ、イタリア歌曲を学ぶ。
1967年、瀬端優美子とともにオーディションに合格。しかし、その当時、5代中川順子が番組に出演中であったため、片桐が先にうたのおねえさんを務めることになった。愛称は「カコちゃん」。現在はカルチャースクールで声楽の指導などに当たっている。
1998年現在、NHK学園講座で、「歌いましょう！わが心の歌」の講師、東京ガス銀座ポケットパーク音楽教室「世界の叙情歌を集めて」の講師を務めている。
1989年春に行われた番組30周年記念コンサート『おかあさんといっしょ30周年記念ファミリーコンサート おかあさんといっしょ30年』には、歴代のうたのおねえさんの一人として出演している。
ピアニストの種村久美子とともにランチクリスマスコンサートを行っている。
70歳で本格的に終活を始めた。

## CD
1997年12月に、『わが心の歌をあなたに』をリリース